# European Trophy 2012
L'European Trophy 2012 è la terza edizione dell'European Trophy, torneo ad inviti estivo di hockey su ghiaccio per squadre di club europee. È la settima edizione considerando anche quelle disputate con la denominazione di "Nordic Trophy", trofeo nato nel 2006. La stagione regolare prese il via il 31 luglio 2012 con l'incontro della Divisione Sud fra Piráti Chomutov e Slovan Bratislava, mentre si è conclusa il 28 novembre. I playoff si sono disputati fra il 13 ed il 16 dicembre 2012 a Vienna e a Bratislava. Il calendario degli incontri di stagione regolare fu reso pubblico il 12 aprile 2012. La competizione fu vinta dagli svedesi del Luleå HF, i quali si imposero per 2-0 contro il Färjestads BK.
Rispetto all'ultima edizione il numero delle squadre partecipanti aumentò da 24 a 32. Inoltre per la prima volta nella storia del torneo i playoff non furono più ospitati dal Red Bull Salisburgo, facendo così perdere loro il diritto ad un posto nei playoff. Delle 128 partite di stagione regolare solo 20 verranno giocate a campionati nazionali già iniziati. I playoff sono ad eliminazione diretta, e consistono di quarti di finale, semifinali e finale, senza ripescaggi né finale per il terzo posto.
Il 31 maggio 2012 lo Slavia Praga annunciò l'intenzione di ritirarsi dal torneo. Il 18 giugno fu annunciata la partecipazione al posto dello Slavia Praga del Piráti Chomutov, altra formazione della Extraliga.

## Formato
Le 32 formazioni iscritte sono state suddivise secondo un criterio parzialmente geografico in quattro divisioni: la Divisione Nord, la Divisione Sud, la Divisione Est e la Divisione Ovest. Ciascuna divisione, composta da otto formazioni, prevede un girone all'italiana con sole gare di andata più un incontro extra disputato contro una squadra rivale, scelta per vicinanza geografica, per un totale di otto partite giocate. Ogni formazione disputa quattro incontri in casa e quattro in trasferta. L'accesso ai playoff è garantito alle prime due squadre di ciascuna divisione; tuttavia nella Divisione Sud sia lo Slovan Bratislava che i Vienna Capitals, organizzatori dei playoff, hanno garantito l'accesso alla fase finale del torneo, e qualora non riuscissero ad accedere ai primi due posti della Divisione rimpiazzerebbero le due peggiori seconde classificate dell'intero torneo.
In caso di parità per determinare la prima posizione in un gruppo o il passaggio del turno fra due squadre al secondo posto in gironi diversi vengono applicati i seguenti criteri:
1. Miglior differenza reti
2. Maggior numero di reti segnate
3. Risultati negli scontri diretti con le squadre interessate
4. Sorteggio

Tali criteri vengono applicati anche per decidere l'eventuale squadra o le squadre che devono far posto allo Slovan Bratislava e o ai Vienna Capitals in caso di mancata qualificazione diretta ai playoff da parte delle due formazioni della Divisione Sud.

### Rivalità
Oltre alle sette partite contro le altre avversarie del proprio raggruppamento ciascuna formazione affronta per una seconda volta un'altra squadra del proprio paese o vicina geograficamente:
- Divisione Nord
  -  Luleå vs.  Oulun Kärpät
  -  Hamburg Freezers vs.  Eisbären Berlino
  -  Kometa Brno vs.  Plzeň 1929
  -  České Budějovice vs.  Red Bull Salisburgo
- Divisione Sud
  -  KalPa vs.  JYP
  -  Linköping vs.  HV71
  -  Piráti Chomutov vs.  Sparta Praga
  -  Vienna Capitals vs.  Slovan Bratislava

- Divisione Est
  -  Tappara vs.  TPS
  -  Brynäs vs.  Djurgården
  -  Bílí Tygři Liberec vs.  Pardubice
  -  Berna vs.  Friburgo-Gottéron
- Divisione Ovest
  -  Jokerit vs.  HIFK
  -  Frölunda vs.  Färjestad
  -  Adler Mannheim vs.  ERC Ingolstadt
  -  ZSC Lions vs.  Zugo

### Partite
Se una partita si conclude in parità al termine del tempo regolamentare (60 minuti), si disputa un overtime di 5 minuti disputato in 4 contro 4. Se nessuna delle due squadre riesce a segnare nei 5 minuti di overtime di procedere con lo shootout, inizialmente con una serie obbligatoria di tre tiri per ciascuna squadra. Se dopo la serie di tre tiri si è ancora in parità si procede ad oltranza fino alla cosiddetta sudden death, quando una squadra riesce ad imporsi sull'altra.
Una squadra ottiene tre punti in caso di successo entro il tempo regolamentare, due punti per una vittoria all'overtime o allo shootout, un punto in caso di sconfitta all'overtime o allo shootout e nessun punto in caso di sconfitta al termine dei 60 minuti di gioco.

### Montepremi
Al termine della stagione regolare ciascuna squadra vincitrice della propria divisione ottiene un premio pari a 25.000 €, le quattro seconde classificate 20.000 € a testa, mentre le terze, le quarte e le quinte ricevono rispettivamente 15.000 €, 10.000 € e 5.000 €. In aggiunta la squadra vincitrice dei playoff, il "Red Bulls Salute", riceve ulteriori 50.000 €, mentre l'altra finalista ottiene altri 10.000 €. Qualora la vincitrice del Red Bulls Salute rientrasse fra le quattro vincitrici divisionali, allora tale formazione riceverebbe un ulteriore bonus pari a 50.000 €, per un massimo di 125.000 €. In totale nel corso del torneo verranno distribuiti premi dal valore totale di 360.000 €.

## Partecipanti
Divisione Nord
  Oulun Kärpät
  Eisbären Berlino
  Red Bull Salisburgo
  Luleå
  Kometa Brno
  České Budějovice
  Plzeň 1929
  Hamburg Freezers
Divisione Sud
  Linköping
  HV71
  Sparta Praga
  Piráti Chomutov
  KalPa
  Slovan Bratislava
  Vienna Capitals
  JYP
Divisione Est
  TPS
  Tappara
  Djurgården
  Berna
  Bílí Tygři Liberec
  Pardubice
  Brynäs
  Friburgo-Gottéron
Divisione Ovest
  Färjestad
  Frölunda
  HIFK
  Jokerit
  ZSC Lions
  Adler Mannheim
  ERC Ingolstadt
  Zugo

## Fase a gironi
|  | Squadra qualificata per i playoff |

### Divisione Nord
| Pos. | Squadra             | Pt | G | V | VS | PS | P | GF | GS | DR  |
| ---- | ------------------- | -- | - | - | -- | -- | - | -- | -- | --- |
| 1.   | Luleå               | 21 | 8 | 7 | 0  | 0  | 1 | 33 | 13 | +20 |
| 2.   | Eisbären Berlino    | 19 | 8 | 6 | 0  | 1  | 1 | 27 | 15 | +12 |
| 3.   | Hamburg Freezers    | 13 | 8 | 3 | 2  | 0  | 2 | 28 | 24 | +4  |
| 4.   | Kometa Brno         | 12 | 8 | 3 | 1  | 1  | 3 | 24 | 31 | -7  |
| 5.   | Red Bull Salisburgo | 10 | 8 | 3 | 0  | 1  | 4 | 21 | 29 | -8  |
| 6.   | České Budějovice    | 9  | 8 | 3 | 0  | 0  | 5 | 18 | 24 | -6  |
| 7.   | Oulun Kärpät        | 7  | 8 | 1 | 1  | 2  | 4 | 18 | 26 | -8  |
| 8.   | Plzeň 1929          | 5  | 8 | 1 | 1  | 0  | 6 | 23 | 30 | -7  |

### Divisione Sud
| Pos. | Squadra           | Pt | G | V | VS | PS | P | GF | GS | DR  |
| ---- | ----------------- | -- | - | - | -- | -- | - | -- | -- | --- |
| 1.   | HV71              | 19 | 8 | 6 | 0  | 1  | 1 | 29 | 12 | +17 |
| 2.   | Piráti Chomutov   | 15 | 8 | 3 | 2  | 2  | 1 | 34 | 22 | +12 |
| 3.   | Vienna Capitals   | 14 | 8 | 3 | 2  | 1  | 2 | 24 | 26 | -2  |
| 4.   | Linköping         | 12 | 8 | 3 | 1  | 1  | 3 | 23 | 29 | -6  |
| 5.   | Sparta Praga      | 11 | 8 | 3 | 1  | 0  | 4 | 29 | 34 | -5  |
| 6.   | Slovan Bratislava | 10 | 8 | 1 | 3  | 1  | 3 | 22 | 21 | +1  |
| 7.   | JYP               | 8  | 8 | 2 | 0  | 2  | 4 | 23 | 32 | -9  |
| 8.   | KalPa             | 7  | 8 | 1 | 1  | 2  | 4 | 21 | 29 | -8  |

### Divisione Est
| Pos. | Squadra            | Pt | G | V | VS | PS | P | GF | GS | DR  |
| ---- | ------------------ | -- | - | - | -- | -- | - | -- | -- | --- |
| 1.   | Tappara            | 17 | 8 | 4 | 2  | 1  | 1 | 26 | 16 | +10 |
| 2.   | Brynäs             | 17 | 8 | 5 | 0  | 2  | 1 | 25 | 20 | +5  |
| 3.   | Bílí Tygři Liberec | 13 | 8 | 4 | 0  | 1  | 3 | 27 | 27 | 0   |
| 4.   | TPS                | 12 | 8 | 3 | 1  | 1  | 3 | 18 | 17 | +1  |
| 5.   | Berna              | 12 | 8 | 2 | 2  | 1  | 3 | 23 | 26 | -3  |
| 6.   | Pardubice          | 9  | 8 | 3 | 0  | 0  | 5 | 22 | 21 | +1  |
| 7.   | Friburgo-Gottéron  | 9  | 8 | 2 | 1  | 1  | 4 | 18 | 23 | -5  |
| 8.   | Djurgården         | 8  | 8 | 2 | 1  | 0  | 5 | 19 | 28 | -9  |

### Divisione Ovest
| Pos. | Squadra        | Pt | G | V | VS | PS | P | GF | GS | DR  |
| ---- | -------------- | -- | - | - | -- | -- | - | -- | -- | --- |
| 1.   | Färjestad      | 17 | 8 | 4 | 2  | 1  | 1 | 29 | 17 | +12 |
| 2.   | Zugo           | 16 | 8 | 4 | 2  | 0  | 2 | 30 | 21 | +9  |
| 3.   | Jokerit        | 15 | 8 | 4 | 1  | 1  | 2 | 24 | 18 | +6  |
| 4.   | ERC Ingolstadt | 14 | 8 | 3 | 1  | 3  | 1 | 34 | 30 | +4  |
| 5.   | Frölunda       | 11 | 8 | 3 | 0  | 2  | 3 | 18 | 32 | -14 |
| 6.   | HIFK           | 8  | 8 | 2 | 0  | 2  | 4 | 24 | 26 | -2  |
| 7.   | ZSC Lions      | 8  | 8 | 2 | 1  | 0  | 5 | 17 | 24 | -7  |
| 8.   | Adler Mannheim | 7  | 8 | 1 | 2  | 0  | 5 | 18 | 26 | -8  |

## Playoff
I playoff, noti anche come "Red Bulls Salute", hanno avuto luogo presso l'Albert Schultz Eishalle di Vienna e la Slovnaft Arena di Bratislava fra il 13 ed il 16 dicembre 2012; la finale del torneo è stata disputata nella Slovnaft Arena. La formula utilizzata prevede l'eliminazione diretta, pertanto le squadre perdenti di ciascun turno vengono estromesse dal torneo. Per la prima volta nella storia del Red Bulls Salute non verranno disputate gare per completare la classifica finale, ma verranno giocati solo i quarti di finale, le semifinali e la finale. La squadra vincitrice riceve 50.000 €, mentre l'altra finalista ottiene altri 10.000 €.
| Albert Schultz Eishalle | Slovnaft Arena   |
| Capienza: 7.000         | Capienza: 10.115 |
|                         |                  |

### Tabellone
|  | Quarti di finale | Quarti di finale | Quarti di finale |           |                   | Semifinali | Semifinali | Semifinali |  |  | Finale | Finale | Finale |
|  |                  |                  |                  |           |                   |            |            |            |  |  |        |        |        |
|  | 1                | Luleå            | 4                |           |                   |            |            |            |  |  |        |        |        |
|  | 6                | Brynäs           | 3                |           |                   |            |            |            |  |  |        |        |        |
|  | 6                | Brynäs           | 3                |           | 1                 | Luleå      | 2          |            |  |  |        |        |        |
|  |                  |                  |                  |           | 1                 | Luleå      | 2          |            |  |  |        |        |        |
|  |                  |                  | Vienna Capitals  | 0         |                   |            |            |            |  |  |        |        |        |
|  |                  | Vienna Capitals  | Vienna Capitals  | 0         | 3                 |            |            |            |  |  |        |        |        |
|  |                  | Vienna Capitals  |                  |           | 3                 |            |            |            |  |  |        |        |        |
|  | 3                | Eisbären Berlino | 2                |           |                   |            |            |            |  |  |        |        |        |
|  |                  |                  |                  |           |                   |            |            |            |  |  | 1      | Luleå  | 2      |
|  |                  |                  | 4                | Färjestad | 0                 |            |            |            |  |  |        |        |        |
|  | 2                | HV71             | 1                |           |                   |            |            |            |  |  |        |        |        |
|  | 5                | Tappara          | 2                |           |                   |            |            |            |  |  |        |        |        |
|  | 5                | Tappara          | 2                |           | 5                 | Tappara    | 1          |            |  |  |        |        |        |
|  |                  |                  |                  |           | 5                 | Tappara    | 1          |            |  |  |        |        |        |
|  |                  | 4                | Färjestad        | 3         |                   |            |            |            |  |  |        |        |        |
|  |                  | 4                | Färjestad        | 3         | Slovan Bratislava | 1          |            |            |  |  |        |        |        |
|  |                  |                  |                  |           | Slovan Bratislava | 1          |            |            |  |  |        |        |        |
|  | 4                | Färjestad        | 4                |           |                   |            |            |            |  |  |        |        |        |

### Quarti di finale
| Vienna 13 dicembre 2012, ore 17:00 UTC+1 | Luleå | 4 – 3 (1-1; 3-1; 0-1) referto | Brynäs | Albert Schultz Arena (2.500 spett.) |

| Bratislava 13 dicembre 2012, ore 17:00 UTC+1 | HV71 | 1 – 2 (1-0; 0-1; 0-1) referto | Tappara | Slovnaft Arena (2.220 spett.) |

| Vienna 13 dicembre 2012, ore 20:30 UTC+1 | Vienna Capitals | 3 – 2 (d.t.s.) (0-0; 1-0; 1-2) referto | Eisbären Berlin | Albert Schultz Arena (4.950 spett.) |

| Bratislava 13 dicembre 2012, ore 20:30 UTC+1 | Slovan Bratislava | 1 – 4 (0-2; 1-2; 0-0) referto | Färjestads | Slovnaft Arena (5.029 spett.) |

### Semifinali
| Vienna 15 dicembre 2012, ore 17:00 UTC+1 | Luleå | 2 – 0 (0-0; 0-0; 2-0) referto | Vienna Capitals | Albert Schultz Arena (2.850 spett.) |

| Bratislava 15 dicembre 2012, ore 20:30 UTC+1 | Tappara | 1 – 3 (0-0; 1-1; 0-2) referto | Färjestads | Slovnaft Arena (2.038 spett.) |

### Finale
| Bratislava 16 dicembre 2012, ore 20:00 UTC+1 | Luleå | 2 – 0 (1-0; 0-0; 1-0) referto | Färjestads | Slovnaft Arena (1.752 spett.) |

## Statistiche

### Classifica marcatori
Aggiornata al 16 dicembre 2012.
| Giocatore         | Squadra          | PG | Gol | Assist | Punti |
| ----------------- | ---------------- | -- | --- | ------ | ----- |
| Josh Holden       | Zugo             | 8  | 4   | 9      | 13    |
| Antti Erkinjuntti | Tappara          | 8  | 5   | 7      | 12    |
| T.J. Mulock       | Eisbären Berlino | 9  | 1   | 11     | 12    |
| Jack Connolly     | Färjestad        | 7  | 3   | 8      | 11    |
| Jared Ross        | ERC Ingolstadt   | 8  | 3   | 8      | 11    |
| Chris Abbott      | Luleå            | 10 | 2   | 9      | 11    |
| Corsin Casutt     | Zugo             | 8  | 7   | 3      | 10    |
| Toni Koivisto     | Luleå            | 10 | 6   | 4      | 10    |
| Rhett Rakhshani   | HV71             | 6  | 4   | 6      | 10    |
| Rickard Wallin    | Färjestad        | 11 | 4   | 6      | 10    |
|                   |                  |    |     |        |       |

### Classifica portieri
Aggiornata al 16 dicembre 2012.
| Giocatore        | Squadra            | PG | MGS  | Sv%   |
| ---------------- | ------------------ | -- | ---- | ----- |
| Robin Blažíček   | Bílí Tygři Liberec | 1  | 0.00 | 100.0 |
| Ondrej Blaha     | České Budějovice   | 1  | 0.00 | 100.0 |
| Viktor Kokman    | HV71               | 1  | 0.00 | 100.0 |
| Jaroslav Janus   | Slovan Bratislava  | 2  | 0.99 | 96.3  |
| Johan Gustafsson | Luleå              | 4  | 1.00 | 95.6  |
|                  |                    |    |      |       |

## Classifica finale

### Vincitori
| Campioni dell'European Trophy 2012 Luleå HF | Portieri: David Rautio, Johan Gustafsson Difensori: Lukas Kilström, Daniel Gunnarsson, Jan Sandström (A), Johan Fransson, Pavel Skrbek, Fredrik Svensson, Robin Jonsson, Robin Jacobsson, Dean Kukan Attaccanti: Karl Fabricius, Niklas Olausson (A), Linus Persson, Daniel Mannberg, Joonas Vihko, Toni Koivisto, Jonas Berglund, Cam Abbott, Anton Hedman, Mika Pyörälä, Chris Abbott (C), Niklas Fogström, Sami Sandell, Jens Jakobs, Kim Hirschovits, Linus Klasen Staff Tecnico: Jonas Rönnqvist (Allenatore), Thomas Berglund (Ass. allenatore), Roger Åkerström (Ass. Allenatore) |